# Iffland-gyűrű
Az Iffland-gyűrű (németül: Iffland-Ring) a német színjátszás egyik legértékesebb díja, egy nagy értékű 18. századi gyémántberakásos gyűrű, melynek közepén a kor legendás német színészének, August Wilhelm Ifflandnak a portréja látható. A gyűrű eredetileg Iffland tulajdona volt, és ő maga teremtette meg a máig élő tradíciót: a gyűrű mindenkori hordója saját megítélése szerint végrendeletében ráhagyja azt a „német nyelvű színházak legjelentősebb és legrátermettebb színészére.” A gyűrű jelenlegi viselője Bruno Ganz 2019-es halála óta a német Jens Harzer.
A gyűrű színésznőknek adományozható változatát 1978-ban hozta létre az osztrák állam Alma-Seidler-gyűrű néven.

## A gyűrű
A gyűrű a 18. század második feléből származik. Anyaga vas, de 28 darab kis méretű gyémántot, valamint további féldrágaköveket foglaltak a peremébe. A gyűrű közepén lévő ellipszis alakú részben az eredeti tulajdonos August Wilhelm Iffland domború arcképe látható. A tároláshoz és szállításhoz egy vörös bársonnyal bevont dobozka is rendelkezésre áll.

## A hagyomány eredete
Az Iffland-gyűrű eredetét homály fedi. Állítólag a jelenlegi gyűrű volt egy valaha hét darabból álló készlet legértékesebb darabja, amelyekből csak kettő maradt fenn: maga az Iffland-gyűrű, és egy kevésbé értékes hasonló gyűrű, amely az 1950-es években Wilhelm Burckhardsberg magántulajdonában volt, ám jelenlegi helyzete és gazdája ismeretlen. Iffland korának legsikeresebb német színésze volt, Schillernek A haramiák című színdarabjában alakított szerepével hatalmas elismertséget szerzett. A színészt valószínűleg a romantika ihlette meg, hogy továbbadja a gyűrűt, amelyet mindig a kor vezető német nyelvű színésze fog viselni. Egyes elméletek szerint a színész inspirálója Gotthold Ephraim Lessing A bölcs Nátán című darabja lehetett.

## A gyűrű sorsa
A gyűrűt birtokló  színészek mindig a szabály szerint hagyományozták egymásra a gyűrűt. Ez alól egyedüli kivétel az 1954-es eset, amikor Werner Kraußt nem az előző tulajdonos, Albert Bassermann határozta meg, hanem egy többtagú bizottság, mely a németül beszélő legjobb színészekből állt. Bassermann háromszor választott utódot, és a választott színészek minden alkalommal nem sokkal ezután meghaltak, emiatt úgy vélte, hogy a gyűrű elátkozott, és elutasította a negyedik utód kiválasztását. Halálától kezdve az Iffland-gyűrű az osztrák állam tulajdona lett, habár a birtokosa haláláig magánál őrzi. A legutóbbi, 2019-es átadásnál a tulajdonos Ausztria nevében Alexander Schallenberg osztrák külügyminiszter is gratulált az új viselőnek, Jens Harzernek.

## A gyűrű tulajdonosai
| Ring-Bearer            | Született           | Meghalt              | A gyűrű birtokosa | Nemzetiség      |
| ---------------------- | ------------------- | -------------------- | ----------------- | --------------- |
| August Wilhelm Iffland | 1789. április 19.   | 1814. szeptember 22. | −1814             | Porosz / Német  |
| Ludwig Devrient        | 1784. december 15.  | 1832. december 30.   | 1814–1832         | Porosz / Német  |
| Emil Devrient          | 1803. szeptember 4. | 1872. augusztus 7.   | 1832–1872         | Szász / Német   |
| Theodor Döring         | 1803. január 9.     | 1878. augusztus 17-  | 1872–1878         | Porosz / Német  |
| Friedrich Haase        | 1827. november 1.   | 1911. március 17.    | 1878–1911         | Porosz / Német  |
| Albert Bassermann      | 1867. szeptember 7. | 1952. május 15.      | 1911–1952         | Német           |
| Interregnum            | Interregnum         | Interregnum          | 1952–1954         |                 |
| Werner Krauss          | 1884. június 23.    | 1959. október 20.    | 1954–1959         | Német / Osztrák |
| Josef Meinrad          | 1913. április 21.   | 1996. február 18.    | 1959–1996         | Osztrák         |
| Bruno Ganz             | 1941. március 22.   | 2019. február 16.    | 1996–2019         | Svájci          |
| Jens Harzer            | 1972. március 14.   |                      | 2019–             | Német           |

## Fordítás
- Ez a szócikk részben vagy egészben  az   Iffland-Ring című angol Wikipédia-szócikk ezen változatának fordításán alapul.  Az eredeti cikk szerkesztőit annak laptörténete sorolja fel. Ez a jelzés csupán a megfogalmazás eredetét és a szerzői jogokat jelzi, nem szolgál a cikkben szereplő információk forrásmegjelöléseként.